# Felice Nazzaro

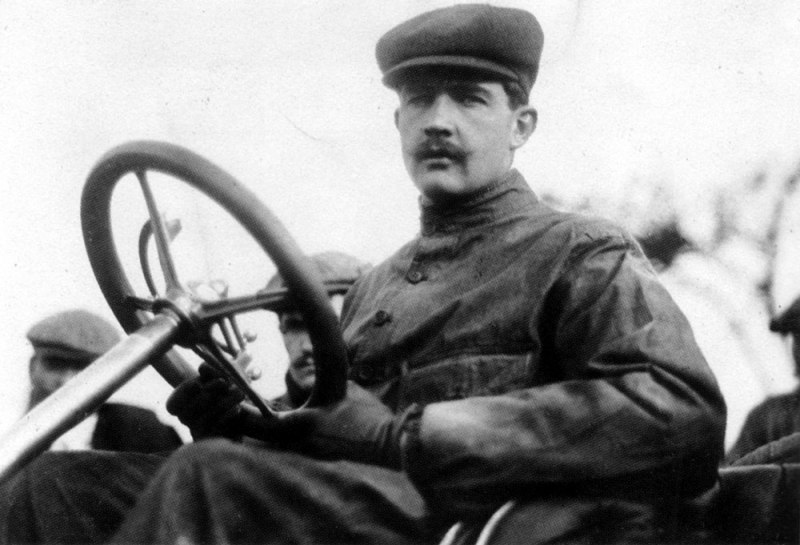
Felice Nazzaro

Felice Nazzaro (1881, Monteu da Po, Turín – 21. března 1940, Turín) byl italský automobilový závodník.

## Život
Felice Nazzaro vyrůstal v Turíně. Jako syn obchodníka s uhlím nastoupil v patnácti letech do továrny FIAT, později zde pracoval jako mechanik. Technické nadání a nadšení pro automobily vedlo k tomu, že začal pro firmu závodit, prvním závodem kterého se účastnil byla jízda Padova-Treviso-Padova v roce 1900. Nazzaro a týmový kolega Vincenzo Lancia, který tehdy pro Fiat pracoval, patřili od roku 1905 k nejlepším evropským závodníkům.
V závodě o Pohár Gordona Bennetta v roce 1905 v Auvergne dojel o sedm minut druhý za Léonem Thérym. V roce 1906 se stal známým svým tvrdým soubojem s maďarským jezdcem Ferenczem Sziszem na Renaultu AK 90CV při Grand Prix Francie 1906, která se jela na 103 kilometrů dlouhém okruhu u Le Mans. Nazzaro dojel o 31 minut později než vítězný Szisz. Nazzaro dominoval sezóně 1907 vítězstvím v Grand Prix Francie 1907, při Kaiserpreis v Německu (oba s Fiatem 130 HP) a v závodě Targa Florio. Technické závady mu zabránily v dalších úspěších v následujícím roce, například v závodě o Cenu prince Jindřicha.
Jeho evropská vítězství v roce 1907 vedla k pozvání k účasti v poprvé konané Grand Prix USA v roce 1908, která se jela v Savannah, v Georgii. Nazzaro zde s Fiat 130 HP dojel třetí, zvítězil jeho týmový kolega Louis Wagner. K dalšímu závodu se do Spojených států vrátil v roce 1910, kdy jej poškozená zadní náprava přinutila závod ukončit.
V následujících letech se snažil postavit na vlastní nohy, stejně jako jeho mentor „Censin“ Lancia. V roce 1911 založil se dvěma společníky firmu Nazzaro a pro propagaci svých vozů se s nimi účastnil mnoha závodů. Úspěch se však až na vítězství v Targa Florio v roce 1913 nedostavil. V Grand Prix Francie 1914, konané necelý týden po atentátu na arcivévodu Františka Ferdinanda d'Este v Sarajevu, musely všechny tři závodní speciály Nazzaro pro poruchu motoru odstoupit. Jejich jezdci byli Felice Nazzaro, Jean Porporato a De Moraes. V roce 1916 ukončil svou činnost ve firmě Nazzaro a vrátil se k Fiatu. Pro tuto firmu na Fiatu 804 získal vítězství v Grand Prix Francie 1922, tedy patnáct let po prvním úspěchu. Toto vítězství bylo ale zkaleno smrtelnou nehodou synovce Biaggia. Na podzim v Grand Prix Itálie 1922 obsadil 2. místo. Stal se tak nejúspěšnějším jezdcem závodů Grand Prix v roce 1922. Po několika neúspěších v následujících soutěžích ukončil Felice Nazzaro v roce 1925 závodní kariéru a až do své smrti v roce 1940 pracoval v závodním oddělení firmy FIAT.